# 番屋之澤臨時乘降場

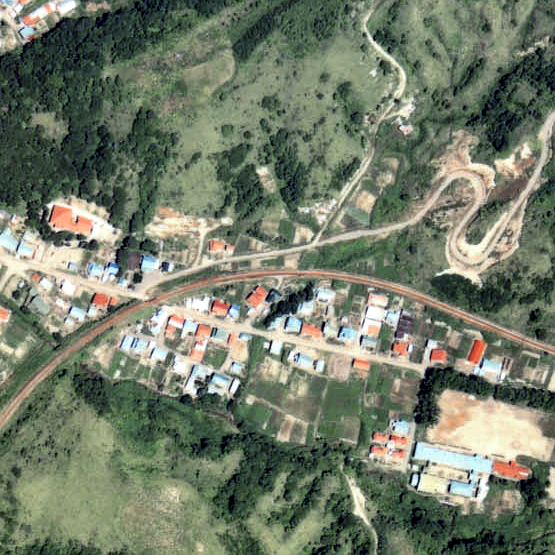
1977年的番屋之澤臨時乘降場與方圓約500米範圍。右邊是羽幌方向。乘降場位於距離海岸的500米的內陸，周邊設有較多民居。月台與小道中途有一家藏青色的屋頂，該處為與車站大樓一樣大的候車室。月台比一般車站為短。

番屋之澤臨時乘降場（日语：／ Banyanosawa karijōkō-ba */?）是位於北海道苫前郡苫前町字力晝，日本國有鐵道（國鐵）的羽幌線臨時乘降場（廢站）。隨著羽幌線廢線，臨時乘降場在1987年（昭和62年）3月30日廢除。

## 歷史
力晝村落位於遠離力晝站的地方。為了方便乘客，因此於村落附近位置了此臨時乘降場。但是雖然設置了臨時乘降場，但是乘客仍然前往力晝站乘車。
- 1955年（昭和30年）3月26日 - 日本國有鐵道（國鐵）天鹽線開設番屋之澤臨利乘降場（由局（日语：鉄道管理局）設定）啟用[1]。
- 1987年（昭和62年）3月30日 - 羽幌線全線廢除，此臨時乘降場也廢除[1]。

## 車站構造
截至車站廢除前，車站是一座地面車站，設有1面1線的單式月台。月台位於路軌南邊（幌延方向的列車會開啟右邊車門）。在臨時乘降場中設有車站大樓，車站大樓入口寫上了「番屋之澤（力晝）乘降場」。

## 站名的由來
名稱取自附近的河流名名。

## 車站周邊
- 北海道道1062號力晝九重線（日语：北海道道1062号力昼九重線）
- 力晝郵局
- 苫前町立力晝小學遺蹟 - 2005年（平成17年）3月關校
- 金龍寺
- 番屋澤

## 現況
在廢除後，臨時乘降場變成廢墟，後來撒走車站設施。截至2017年（平成29年）已經是空地。

## 相鄰車站
日本國有鐵道
羽幌線
力晝－番屋之澤臨時乘降場－古丹別

## 注腳
1. 1 2 3  太田幸夫.  1. 札幌市: 富士コンテム. 2004-02-29: 174. ISBN 4-89391-549-5 （日语）.
2. 1 2  書籍《追憶の鉄路 北海道廃止ローカル線写真集》（著：工藤裕之，北海道新聞社，2011年12月發行）82-83頁。

## 外部連結
- 羽幌線廢線跡調査 （页面存档备份，存于）（日語）